# Romberg, Bapst & Cie
Romberg, Bapst & Cie was van 1783 tot 1793 een rederij in Bordeaux. Het handelshuis werd opgericht met kapitaal uit de Oostenrijkse Nederlanden en was gedurende enkele jaren de grootste slavenfirma van de stad.

## Geschiedenis
Door oorlogsomstandigheden hadden de Fransen in 1780 toegelaten dat slavenschepen vanuit Oostende deelnamen aan de lucratieve driehoekshandel op de Franse Caraïben, maar in 1783 herstelden ze hun exclusiviteit op de West-Indiëvaart. Daarop verlegden Frederik Romberg en de broers Jean Joseph en Josse Jean Walckiers hun slavenhandel naar Bordeaux. Ze richtten er als stille vennoten de commanditaire vennootschap Romberg, Bapst & Cie op, waarin ze elk 200.000 livres kapitaal investeerden. De werkende vennoten waren Rombergs zoon Henry en het hoofd van zijn Gentse slavenfirma Georg Christoph Bapst (1755-1821). Het Bordelese bedrijf, met kantoor aan de Rue des Grandes Carmélites 10, mikte op Saint-Marc als slavenmarkt, om de koloniale plantages te bedienen waar suiker, indigo, tabak, katoen en koffie werd verbouwd. Na de premature dood van de jonge Romberg op 1 november 1784 kreeg Bapst als enige de operationele leiding in handen.
Romberg, Bapst & Cie werd de grootste slavenhandel in Bordeaux. Tot 1791 stuurde het bedrijf minstens een dozijn slavenschepen uit naar de West-Indische plantages. Alleen al tussen 1787 en 1789 rustte het zeven schepen uit, waarmee het de op drie na grootste rederij in Bordeaux was. De kapiteins van de schepen kochten voornamelijk slaven aan de Afrikaanse Oostkust. Tot 1790 had de firma in Saint-Domingue ongeveer twintig indigo- en katoenplantages in rechtstreeks beheer, naast betrekkingen met nog een dertigtal andere plantages van koloniale families als Lucas en Reynaud. Deels leverden ze grondstoffen voor de familiale textielbedrijven van Romberg.
Het bedrijfskapitaal van Romberg, Bapst & Cie steeg tot 2,2 miljoen livres, maar de schuldvorderingen op de Franse plantagehouders waren een veelvoud daarvan. Romberg, die zwaar investeerde in zijn Bordelese firma, kon in 1789 ternauwernood het faillissement afwenden dankzij zijn internationale netwerk. Het uitbreken van de Haïtiaanse Revolutie in 1791 was een klap, maar finaal waren het de nauwelijks invorderbare schulden van de kolonialen die in oktober 1793 tot het faillissement leidden. Romberg verloor 4,29 miljoen livres en de broers Walckiers 3,87 miljoen.
De bewaarde archieven van Romberg, Bapst & Cie bestrijken slechts de laatste vijf jaar van haar bestaan. De informatie over de begingjaren van het huis gaat voor een goed deel terug op de autobiografie van Frederik Romberg.

## Overzicht van slavenexpedities
Hieronder volgt een overzicht van de bekende slavenexpedities van de rederij en de plaats waar de slaven werden opgehaald. Dit vertegenwoordigde ongeveer een derde van de uitredingen, de rest waren rechtstreekse overtochten Frankrijk-Amerika.
- 1783: Négrier-Impérial naar Mozambique (kapitein Bucaud)
- 1785: Bon Henry (150 ton) naar Mauritius (kapitein Lemaître)
- 1785: Roi de Juda (152 ton) naar Ivoorkust (kapitein Barabé)
- 1785: Reine de Juda (280 ton, 293 slaven) naar Porto-Novo (kapitein La Maurinière)
- 1786: Clary (347 ton) naar Mauritius (kapitein Fontenelle)
- 1788: Brillant (468 ton, 324 slaven) naar Mauritius-Mozambique (kapitein Lemaître)
- 17??: Clarys
- 17??: Clarys
- 17??: Arada (ca. 400 slaven)
- 17??: Arada (ca. 50 slaven)
- 1790: Aimable Nanon (142 ton, 180 slaven) naar Guinee (kapitein Mahé)
- 1790: Lafayette (330 ton) naar Mauritius (kapitein Delot)
- 1790: Ville de Bordeaux (608 ton) naar Mozambique (kapitein Chenu)

## Voetnoten
1. ↑  Klaus Weber, Deutsche Kaufleute im Atlantikhandel, 1680-1830. Unternehmen und Familien in Hamburg, Cádiz und Bordeaux, 2004, p. 369